# VM i bandy 2005
Verdensmesterskabet i bandy 2005 var det 25. VM i bandy gennem tiden, og mesterskabet blev arrangeret af Federation of International Bandy. Turneringen blev afviklet i Kazan, Rusland i perioden 30. januar – 6. februar 2005. VM var opdelt i en A-turnering med seks hold og en B-turnering med fem hold.
Mesterskabet blev vundet af Sverige efter finalesejr over værtslandet Rusland på 5-2. Det var Sveriges ottende VM-titel i alt og den første siden 2003. Bronzemedaljerne gik til Kasakhstan, som besejrede de forsvarende verdensmestre fra Finland med 5-3 i bronzekampen.

## A-VM
A-VM havde deltagelse af seks hold, som først spillede en indledende runde alle-mod-alle. Sejre gav 2 point, uafgjorte 1 point, mens nederlag gav 0 point. De fire bedste hold kvalificerede sig til semifinalerne, hvor nr. 1 mødte nr. 4 og nr. 2 spillede mod nr. 3. Taberne af semifinalerne mødtes i bronzekampen, mens vinderne spillede finale om verdensmesterskabet. Holdet, der sluttede på sidstepladsen i den indledende runde, spillede kvalifikationskamp til næste års VM mod vinderen af B-VM.

### Indledende runde
| Plac. | Hold       | Kampe | + Mål − | Point |
| ----- | ---------- | ----- | ------- | ----- |
| 1.    | Rusland    | 5     | 66-80   | 10    |
| 2.    | Sverige    | 5     | 43-19   | 8     |
| 3.    | Finland    | 5     | 35-18   | 5     |
| 4.    | Kasakhstan | 5     | 35-25   | 5     |
| 5.    | Norge      | 5     | 13-50   | 2     |
| 6.    | USA        | 5     | 06-78   | 0     |

### Finalekampe
| Dato        | Kamp                 | Resultat |
| ----------- | -------------------- | -------- |
| Semifinaler |                      |          |
| 5.2.        | Rusland - Kasakhstan | 10-30    |
| 5.2.        | Sverige – Finland    | 6-2      |
| Bronzekamp  |                      |          |
| 6.2.        | Kasakhstan – Finland | 5-3      |
| Finale      |                      |          |
| 6.2.        | Rusland – Sverige    | 2-5      |

## B-VM
B-VM havde egentlig seks tilmeldte hold, men kort før mesterskabet meldte Mongoliet afbud, så turneringen endte med at have fem deltagere. De fem hold spillede først et gruppespil alle-mod-alle. Sejre gav 2 point, uafgjorte 1 point, mens nederlag gav 0 point. Vinderen af gruppespillet kvalificerede sig til en oprykningskamp til A-gruppen mod nr. 6 fra A-VM. Gruppespillets nr. 2 og 3 spillede placeringskamp om 2.-pladsen, mens nr. 4 og 5 spillede placeringskamp om 4.-pladsen.

### Indledende runde
| Plac. | Hold         | Kampe | + Mål − | Point |
| ----- | ------------ | ----- | ------- | ----- |
| 1.    | Hviderusland | 4     | 46-11   | 7     |
| 2.    | Canada       | 4     | 39-70   | 7     |
| 3.    | Holland      | 4     | 16-19   | 4     |
| 4.    | Ungarn       | 4     | 17-34   | 2     |
| 5.    | Estland      | 4     | 08-55   | 0     |

### Placeringskampe
| Dato               | Kamp             | Resultat |
| ------------------ | ---------------- | -------- |
| Kamp om 4.-pladsen |                  |          |
| 5.2.               | Ungarn - Estland | 2-3      |
| Kamp om 2.-pladsen |                  |          |
| 5.2.               | Canada - Holland | 12-30    |

## Samlet rangering
| A-VM 2005 | A-VM 2005  |
| --------- | ---------- |
| Guld      | Sverige    |
| Sølv      | Rusland    |
| Bronze    | Kasakhstan |
| 4.        | Finland    |
| 5.        | Norge      |
| 6.        | USA        |

| B-VM 2005 | B-VM 2005    |
| --------- | ------------ |
| 1.        | Hviderusland |
| 2.        | Canada       |
| 3.        | Holland      |
| 4.        | Estland      |
| 5.        | Ungarn       |

## Kvalifikation til A-VM 2006
A-VM's nr. 6, USA, og vinderen af B-VM, Hviderusland, mødtes i en kvalifikationskamp om den sidste ledige plads ved næste års A-VM. Kampen blev vundet 6-3 af Hviderusland, som dermed sikrede sig oprykning til A-gruppen.
| Dato | Kamp               | Resultat |
| ---- | ------------------ | -------- |
| 5.2  | USA - Hviderusland | 3-6      |